# Rui Moura Ramos
Rui Manuel Gens de Moura Ramos GCC (Batalha, Batalha, 30 de Junho de 1950) é um jurista e professor universitário português, ex-presidente do Tribunal Constitucional Português.

## Biografia
Professor catedrático da Faculdade de Direito da Universidade de Coimbra, onde se licenciou em Direito, obteve uma pós-graduação em Ciências Jurídico-Económicas e o doutoramento em Direito Internacional Privado. Tem regido as disciplinas de Direito Internacional Privado, nos cursos de licenciatura e de mestrado, Direito Comunitário (sendo titular da Cátedra Jean Monnet) e Direito Internacional Público.
Foi directeur de cours na Academia de Direito Internacional de Haia (1984), onde regeu em 1991, um curso sobre o contrato de trabalho em direito internacional privado, e foi Professor Convidado na Universidade de Paris II (em 1994-1995) e no Institut Universitaire International no Luxemburgo (entre 1999-2002).
Foi delegado do Governo Português à Comissão das Nações Unidas para o Direito do Comércio Internacional (CNUDCI) à Conferência da Haia de Direito Internacional Privado, à Comissão Internacional do Estado Civil (CIEC) e ao Comité sobre a Nacionalidade do Conselho da Europa.
É membro entre outras instituições, do Institut de Droit International, do Instituto Hispano-Luso-Americano de Direito Internacional e do Instituto Internacional para a Unificação do Direito Privado (UNIDROIT).
Integra o Board of Advisors do The Columbia Journal of European Law e do Yearbook of Private International Law, é redactor da Revista de Legislação e de Jurisprudência e membro do Conselho de Redacção de Temas de Integração.
Foi Juiz no Tribunal de Primeira Instância das Comunidades Europeias entre 18 de Setembro de 1995 e 31 de Março de 2003. Foi Juiz Conselheiro do Tribunal Constitucional de 2003 a 2012.
Exerceu as funções de Vice-Presidente do Tribunal Constitucional de 2003 a 2007. Foi eleito Presidente do Tribunal Constitucional em 4 de Abril de 2007, função que desempenhou até 2 de Outubro de 2012, tendo sido, por inerência, membro do Conselho de Estado durante o mesmo período.
A 19 de Fevereiro de 2013 foi agraciado com a Grã-Cruz da Ordem Militar de Nosso Senhor Jesus Cristo pelo Presidente Cavaco Silva.